# Francisco Méndez Alonso
Francisco Méndez Alonso (Trubia, Asturias, España, 16 de noviembre de 1924) es un exfutbolista español que jugaba como delantero. Su equipo principal fue el Real Sporting de Gijón, conocido entonces como Real Gijón, en el que se mantuvo durante tres temporadas.

## Trayectoria
Méndez nació en Trubia pero debido a que lo destinaron a Irún al servicio militar, se inició en la práctica del fútbol con el Deportivo Alavés en 1944. Allí estuvo jugando durante dos temporadas hasta que en 1946 regresó a Asturias y se incorporó a la disciplina del Real Gijón. Con los gijoneses disputó dos campañas en Primera División y otra más en Segunda en las que jugó un total de sesenta y un encuentros en los que consiguió anotar treinta goles.

## Clubes
| Club             | País   | Año       |
| ---------------- | ------ | --------- |
| Deportivo Alavés | España | 1944-1946 |
| Real Gijón       | España | 1946-1949 |